# Конституция Маршалловых Островов
Конституция Маршалловых Островов — высший нормативный правовой акт, действующий на Маршалловых Островов и вступивший в силу 1 мая 1979 года. Текст Конституции представлен на английском и маршалльском языках. Конституция была одобрена 1 марта 1979 года на конституционном референдуме 63 % голосов избирателей.

## История
Прежде чем Маршалловы Острова стали независимым государством в 1986 году, в 1966 году они решили принять свой собственный конституционный закон. В 1976 году был организован Конституционный съезд из 46 избранных членов. Эта Конвенция составила проект Конституции 1979 года с учётом будущего статуса независимости.

## Структура
Конституция Маршалловых Островов основана на британских и американских конституционных концепциях, в основном на Вестминстерской системе с законодательной ветвью власти, которая берёт начало от исполнительной власти, и с независимой судебной властью.
В соответствии с Конституцией страны на Маршалловых Островах действует парламентско-президентская система правления. Президент, являющийся одновременно главой государства и главой правительства, избирается Нитиджелой (Законодательным собранием Маршалловых Островов) — как и его/её Кабинет, который осуществляет исполнительную власть под руководством президент и несёт ответственность перед парламентом за свои исполнительные действия.
Законодательный власть представляет собой двухпалатный парламент, состоящий из Совета ироидж (совет традиционных верховных вождей; верхняя палат) и избранного Законодательного собрания (парламент; нижняя палата). Законодательную власть осуществляет Нитиджела, состоящая из 33 сенаторов, избираемых каждые 4 года, а Совет ироидж, состоящий из 12 вождей, наделён консультативными функциями, в частности в вопросах пересмотра законодательства, касающегося обычного права и традиционной практики, включая права владения землёй.
Конституция Маршалловых Островов предусматривает также систему органов, осуществляющих судебную власть: Верховный суд, Высокий суд, Суд по делам, касающимся традиционных прав, и различные районные и общинные суды.

## Обзор
В преамбуле Конституции говорится:
Мы, народ Республики Маршалловы Острова, веруя в Бога, давшего нам жизнь, свободу, самобытность и присущие нам права, настоящим осуществляем эти права и утверждаем для себя и грядущих поколений настоящую Конституцию, устанавливающую законную правовую основу для управления Республикой... Настоящей Конституцией мы подтверждаем наше желание и право жить в мире и гармонии, соглашаясь с принципами демократии, разделяя чаяния всех других нардов на свободу и мир во всем мире и стремясь сделать все возможное для содействия достижению этой цели. Мы предлагаем другим народам то, чего мы искренне желаем для них: мир, дружбу, взаимопонимание и уважение наших индивидуальных идеалов и наших общечеловеческих ценностей.
Часть 1(1) статьи I Конституции предусматривает, что Конституция является основным законом страны. Часть 4 статьи I гласит, что с учётом явных ограничений, установленных для судебной власти.
Согласно статье II народу Республики Маршалловы Острова предоставлены следующие основные права и свободы без дискриминации по признаку пола, расы, цвета кожи, языка, вероисповедания, политических или иных убеждений, национального или социального происхождения, места рождения, семейного положения или происхождения и прочего:
- свобода мысли, совести и убеждений;
- свобода слова и печати;
- свобода исповедовать религию;
- свобода мирных собраний и ассоциации;
- право добиваться возмещения ущерба в государственных органах;
- свобода от рабства и принудительного труда;
- свобода от жестоких и необычных видов наказания, включая пытки, бесчеловечное и унижающее достоинство обращение или чрезмерные штрафы или лишения.
- право на защиту закона в отношении необоснованных обысков и конфискаций, должного применения процессуальных норм и справедливого судебного разбирательства, судебного разбирательства коллегией присяжных равного с подсудимым социального статуса, применения процедуры хабеас корпус, предоставления справедливой компенсации за отчуждение земли или иной частной собственности, ретроспективного применения законов и применения законов о конфискации имущества и лишении прав состояния, тюремного заключения за неисполнение долговых обязательств и доступа к судебным и избирательным процессам;
- свобода от военного постоя;
- свобода от призыва на военную службу в мирное время, за исключением периодов военного времени, если только не установлено, что данное лицо отказывается от военной службы по соображениям совести;
- право на личную самостоятельность и невмешательство в частную жизнь;
- право на здоровье, образование и юридические услуги;
- право на соблюдение этических норм в системе управления;
- право на равную защиту и свобода от дискриминации.

Право на справедливое судебное разбирательство гарантировано Конституцией. Обвиняемые имеют право на презумпцию невиновности, а также право задавать вопросы свидетелям, изучать доказательства, представленные государством, и обжаловать приговоры. Обвиняемые имеют также выбор между судом без участия присяжных и судом присяжных, причем обычно выбирается последний, поскольку он чаще выносит оправдательные вердикты.
Свобода слова и свобода печати гарантированы Конституцией, и, согласно оценке ООН, они в целом соблюдаются благодаря эффективному сочетанию органов печати, системы судебных органов и демократической системы.
В Конституции закреплено всеобщее и равное избирательное право с тем условием, что избиратель достиг 18-летнего возраста, не признан душевнобольным и не отбывает наказание или не подвергнут условно-досрочному освобождению под честное слово в связи с осуждением за совершение тяжкого преступления.